# Hinton, Oklahoma
Hinton är en ort i Caddo County i delstaten Oklahoma, USA.